# Coupe du Liechtenstein de football 2022-2023
Navigation
Édition précédente Édition suivante
La coupe du Liechtenstein 2022-2023 de football est la 78e édition de la Coupe nationale de football, la seule compétition nationale du pays en l'absence de championnat. Le vainqueur de la compétition se qualifie pour le premier tour de qualification de la Ligue Europa Conférence 2023-2024. Elle débute le 8 août 2022 et se conclut le 17 mai 2023. Les sept équipes premières du pays ainsi que plusieurs équipes réserves de ces clubs, soit dix-sept équipes au total, s'affrontent dans des tours à élimination directe.
Le format de la compétition change puisqu'à compter de cette édition, l'ensemble des équipes entre en lice dès le premier tour, en huitièmes de finale, sauf les équipes III. De plus, jusqu'en demi-finale incluse, c'est l'équipe de la plus petite division qui joue à domicile.

## Tour de qualification
Un tirage au sort a lieu pour déterminer, parmi les trois équipes III engagées, laquelle est exemptée. C'est donc le FC Vaduz III qui est exempté de ce tour. Les deux autres s'affrontent pour tenter de se qualifier pour les huitièmes de finale.
| Date        | Équipe 1       | Résultat | Équipe 2              |
| ----------- | -------------- | -------- | --------------------- |
| 8 août 2022 | FC Triesen III | 0 - 5    | USV Eschen/Mauren III |

## Huitièmes de finale
Les deux finalistes de la dernière édition, le FC Vaduz et l'USV Eschen/Mauren, sont têtes de série et ne peuvent pas s'affronter en huitièmes de finale.
| Date         | Équipe 1             | Résultat        | Équipe 2              |
| ------------ | -------------------- | --------------- | --------------------- |
| 16 août 2022 | FC Vaduz III         | 1 - 6           | FC Schaan             |
| 16 août 2022 | FC Ruggell II        | 1 - 1 4 - 5 tab | FC Vaduz II           |
| 16 août 2022 | FC Triesenberg       | 5 - 3           | FC Triesen            |
| 16 août 2022 | USV Eschen/Mauren II | 0 - 9           | FC Balzers            |
| 17 août 2022 | FC Ruggell           | 1 - 4           | USV Eschen/Mauren     |
| 17 août 2022 | FC Schaan II         | 3 - 7           | USV Eschen/Mauren III |
| 17 août 2022 | FC Triesenberg II    | 1 - 4           | FC Balzers II         |
| 31 août 2022 | FC Triesen II        | 0 - 18          | FC Vaduz              |

## Quarts de finale
Les quarts de finale ont lieu entre le 20 septembre et le 12 octobre 2022.
| Date              | Équipe 1              | Résultat | Équipe 2          |
| ----------------- | --------------------- | -------- | ----------------- |
| 20 septembre 2022 | USV Eschen/Mauren III | 0 - 8    | FC Vaduz          |
| 11 octobre 2022   | FC Balzers II         | 3 - 2    | FC Schaan         |
| 12 octobre 2022   | FC Vaduz II           | 0 - 3    | FC Balzers        |
| 12 octobre 2022   | FC Triesenberg        | 0 - 1    | USV Eschen/Mauren |

## Demi-finales
Les demi-finales ont lieu le 15 mars et le 5 avril 2023.
| Date         | Équipe 1          | Résultat | Équipe 2   |
| ------------ | ----------------- | -------- | ---------- |
| 15 mars 2023 | FC Balzers II     | 0 - 3    | FC Balzers |
| 5 avril 2023 | USV Eschen/Mauren | 1 - 2    | FC Vaduz   |

## Finale
La finale est prévue le mercredi 17 mai 2023, au Rheinpark Stadion de Vaduz.
| 17 mai 2023 | FC Balzers | 0 - 4   | FC Vaduz                                                  | Rheinpark Stadion, Vaduz                      |                                               |
| 19h00 UTC+2 |            | (0 - 1) | 41e Gasser · 70e (pen.) Cicek · 77e Traber · 88e Väyrynen | Spectateurs : 1 298 Arbitrage : David Schärli | Spectateurs : 1 298 Arbitrage : David Schärli |
| 19h00 UTC+2 | Rapport    |         |                                                           | Spectateurs : 1 298 Arbitrage : David Schärli | Spectateurs : 1 298 Arbitrage : David Schärli |